# Каватина
Каватина (італ. cavatina, зменшувальне від італ. cavata) — назва одного з різновидів оперної арії, зазвичай наспівного ліричного характеру та вільної побудови. Трапляється — рідкісна назва співучої інструментальної п'єси.